# Willi Elstner
Willi Elstner (* 9. März 1908 in Karolinsfeld/Böhmen; † 24. Januar 1959 in Berlin) war ein deutscher Parteifunktionär (SED) der DDR. Er war stellvertretender Vorsitzender der Gesellschaft für Sport und Technik (GST).

## Leben
Der Sohn eines Zimmermanns absolvierte nach dem Besuch der Volksschule eine Lehre als Weber. Von 1932 bis 1940 arbeitete er als Webermeister in Hauserwitz. 1918 wurde er Mitglied des Arbeitersportbundes, 1922 des Kommunistischen Jugendverbandes der ČSR und 1925 der KPTsch. Nach 1933 leistete er illegale antifaschistische Widerstandsarbeit und war von Mai 1939 bis September 1940 im Parteiauftrag Mitglied in der SA. 1940 wurde er zur Wehrmacht eingezogen und geriet 1945 in sowjetische Kriegsgefangenschaft.
1945/46 arbeitete er als Weber in Grottau/ČSR. Im Mai 1946 siedelte er nach Deutschland in die Sowjetische Besatzungszone um. 1946 wurde er Mitglied der SED. 1946/47 war er als Webermeister in Stöckigt tätig. Von 1947 bis 1950 fungierte er als Instrukteur bzw. Abteilungsleiter  in der SED-Landesleitung Sachsen-Anhalt. 1950 ging er in die Parteizentrale nach Berlin und wurde stellvertretender Leiter der Abteilung Leitende Organe des Zentralkomitees der SED (verantwortlich für den Sektor Gewerkschaften). 1953 war er kurzzeitig Leiter dieser Abteilung (Nachfolger von Heinz Glaser). 
1955 wurde er Erster Stellvertreter des Leiters der GST und auf dem I. GST-Kongress im September 1956 als Erster Stellvertreter des Vorsitzenden des Zentralvorstandes der GST bestätigt. Seit Gründung des ADMV am 2. Juni 1957 war er Mitglied seines Präsidiums und gleichzeitig seit 1957 Mitglied des DTSB-Bundesvorstandes.
Er verstarb plötzlich und unerwartet im 51. Lebensjahr.